# 维耶勒苏比朗
维耶勒苏比朗（法語：Vielle-Soubiran，法語發音：[vjɛl subiʁɑ̃]）是法国朗德省的一个市镇，属于蒙德马桑区。

## 地理
维耶勒苏比朗（44°2'42"N, 0°11'6"W）面积32.71 平方千米，位于法国新阿基坦大区朗德省，该省份为法国西南部沿海省份，是法國本土面积第二大的省，北起吉倫特省，西临大西洋，南至大西洋比利牛斯省，东临热尔省，东北与洛特-加龍省接壤。
与维耶勒苏比朗接壤的市镇（或旧市镇、城区）包括：埃斯蒂加尔德、洛斯、圣戈尔、圣瑞斯坦、圣瑞利安达尔马尼亚克。
维耶勒苏比朗的时区为UTC+01:00、UTC+02:00（夏令时）。

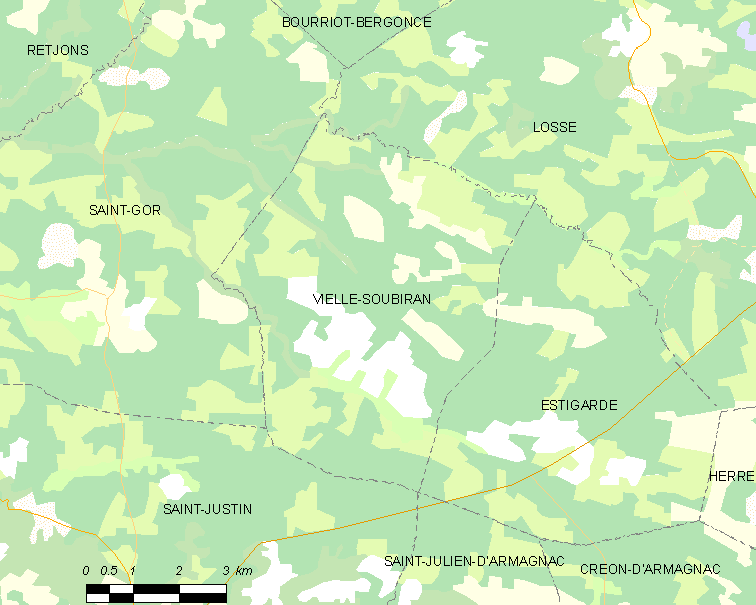
维耶勒苏比朗的OSM定位图

## 行政
维耶勒苏比朗的邮政编码为40240，INSEE市镇编码为40327。

## 政治
维耶勒苏比朗所属的省级选区为上朗德-阿马尼亚克县。

## 人口

1962-2008年间维耶勒苏比朗人口变化图示

维耶勒苏比朗于2022年1月1日时的人口数量为224人。